# جوهانس ماير (لاعب اتحاد الرغبي)
جوهانس ماير (بالإنجليزية: Johannes Meyer)‏ هو لاعب اتحاد الرغبي ناميبي، ولد في 19 فبراير 1981.